# Paul Phoenix
Paul Phoenix är en fiktiv karaktär i TV-spelet Tekken skapat av Namco. 

## Historia
Paul är en judoexpert och god vän med Law-familjen. Hans rival är Kuma och Kuma jr och Kazuya. Smärre komplikationer brukar alltid uppstå för Paul som hindrar honom från att vinna "Iron Fist Tournament".

### Tekken 1
Hans far tog med honom till en match en gång där han fick se "Willy Williams" slåss mot en stor grizzlybjörn. Willy lyckades vinna över björnen och han blev därefter Pauls stora idol. Paul började träna intensivt och ställde upp i många turneringar världen över. Paul var den enda som lyckades med en oavgjord match mot Kazuya. Han ställer upp i turneringen för att besegra Kazyua och bevisa att han är bäst. Han får möta Kuma under turneringen men lyckas besegra honom. Under turneringen lär han känna Marshall Law och missar sen tillfället att möta Kazuya. Paul går vidare till sin sista match där han får möta Heihachi och förlorar.  

### Tekken 2
Paul ställer upp i Tekken 2 för att möta Kazuya och bevisa att han är den bättre av de två. Han vill också ha en returmatch mot Heihachi. Kuma får en retur-match mot Paul men förlorar igen. Ett trafikstopp hindrar honom från att möta Kazuya och han kommer för sent.

### Tekken 3
Paul ställer upp i Tekken 3 för att bevisa att han är den bästa fightern av alla. Han åker förbi Marshalls dojo för att fråga om han vill ställa upp i turneringen, men han hittar istället hans son Forest där, och övertygar honom om att ställa upp i turneringen. Paul kommer till finalen och lyckas besegra Heihachi, men sedan upptäcker han till sin förvåning att han måste möta Ogre för att vinna. Paul lyckas besegra Ogre och åker hem, ovetande att Ogre omvandlar sig till sin riktiga form True Ogre. Paul ansåg att han var den riktiga vinnaren av Tekken 3, men folk trodde inte på honom och blev senare trötta på hans attityd.

### Tekken 4
Folkets respekt för Paul minskade efter hans tjat om att han var den riktiga vinnare av Tekken 3. Hans dojo blev senare bankrutt och han var tvungen att ställa upp i Tekken 4 för att vinna pengar och ära. Paul ställer också upp för att slå Kazuya och bevisa en gång för alla att han är den främste av fighters. Paul förlorar dock mot Kuma eftersom han inte tar denne på allvar i sin sista match och svär på att återupprätta sin heder i nästa turnering.

### Tekken 5
Paul återvänder till Tekken 5, denna gången för att bevisa att han är tuffaste fightern i universum. I hans slut, tränar han i ett övergivet hem, och slår sönder ett tegelvägg med en teckning på en utomjording. Sedan skriker han att närsomhelst, varsom helst, han var redo att möta aliens. I rymden kommer en tefat, sedan zoomar det ut så det blir flera miljontals UFO:n

## Kuriosa
- Paul är en av fyra karaktärer som har varit med i alla Tekken-spel sen det första Tekken-spelet.

- Symbolen på Pauls rygg är kinesiska för "Röd".